# Quai d’Anjou
Der Quai d’Anjou ist ein Kai entlang der Seine am nördlichen Ufer der Île Saint-Louis im 4. Arrondissement von Paris. Er besteht aus zwei Ebenen: Die erste befindet sich direkt auf Niveau der Seine und ist bei Hochwasser oft überflutet; die zweite liegt um etwa zehn Meter höher und bildet die Uferstraße mit Privatvillen.

## Lage
Die Straße verläuft vom Pont de Sully zum Pont Marie.

## Namensursprung
Die Straße bestand ursprünglich aus zwei Teilen: einem östlichen (Quai d’Anjou) und einem westlichen (Quai d’Alençon). Sie wurde erst 1780 unter dem heutigen Namen zusammengelegt. Der Name wurde gewählt, um die königliche Familie und insbesondere Gaston d’Orléans zu ehren, der den Titel „Herzog von Anjou“ trägt und Bruder von Ludwig XIII. ist.

## Geschichte
Dieser 1614 von Christophe Marie angelegte Kai auf der Île aux Vaches, im ehemaligen 9. Arrondissement, wurde von Lagrange, ab 1627 erneut von Marie weitergeführt und 1647 von Hébert und den Anwohnern fertiggestellt.
Die Straße wurde in der Revolution in Quai de l’Union umbenannt. 1805 wurde sie wieder zu „Quai d’Anjou“.

## Sehenswürdigkeiten
An der Uferstraße stehen hauptsächlich Wohngebäude. Es gibt jedoch auch ein Theater (Théâtre de l'Île-Saint-Louis) und eine Kunstgalerie.
- Nr. 1–3: Hôtel Lambert und Hôtel le Vau, erbaut 1640 von Louis Le Vau für Lambert de Thorgny und sich selbst.

In Nr. 3 wohnte der Schriftsteller Frédéric Vitoux (1944-).

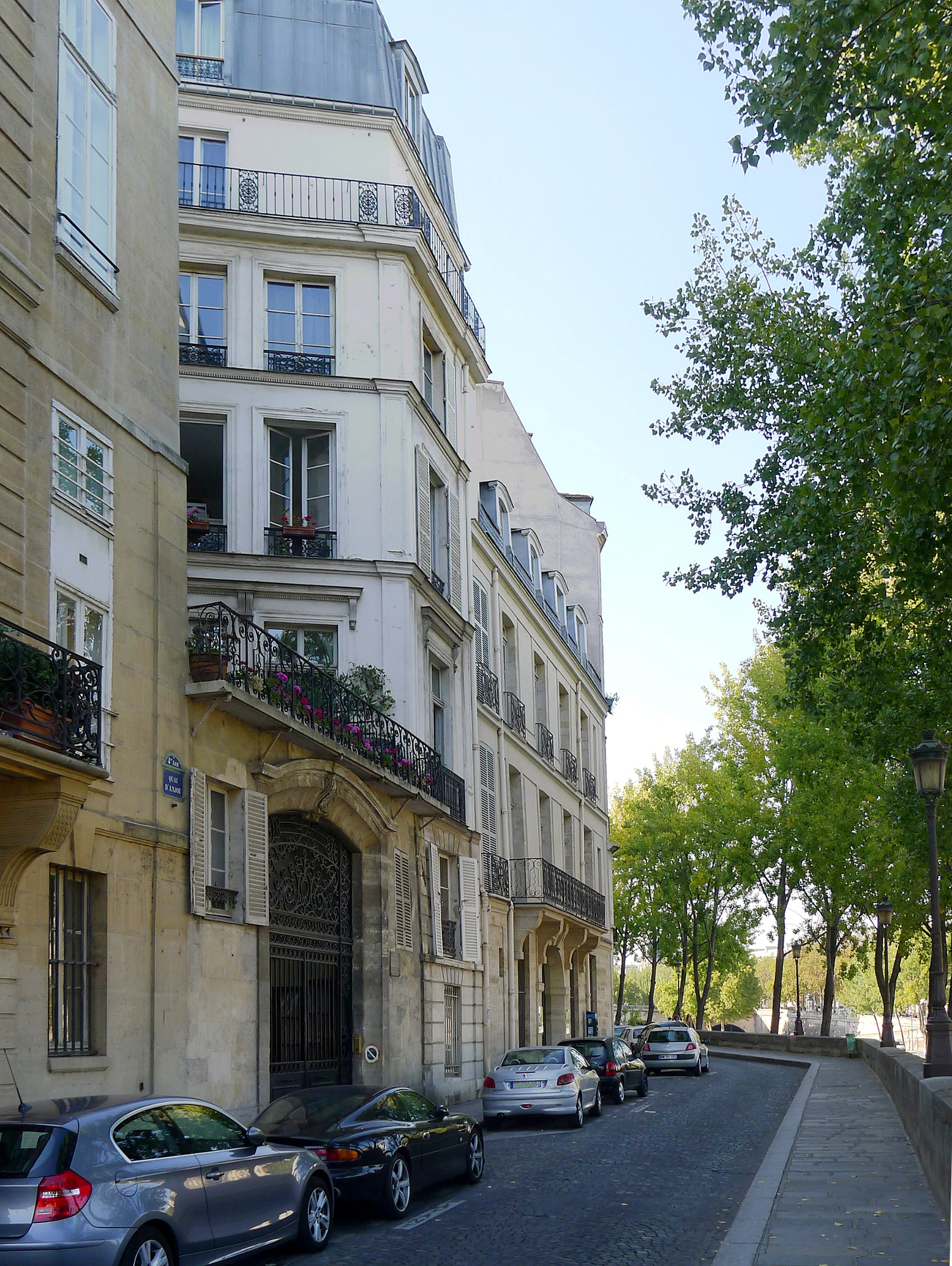
Quai d’Anjou Nr. 3 und 5
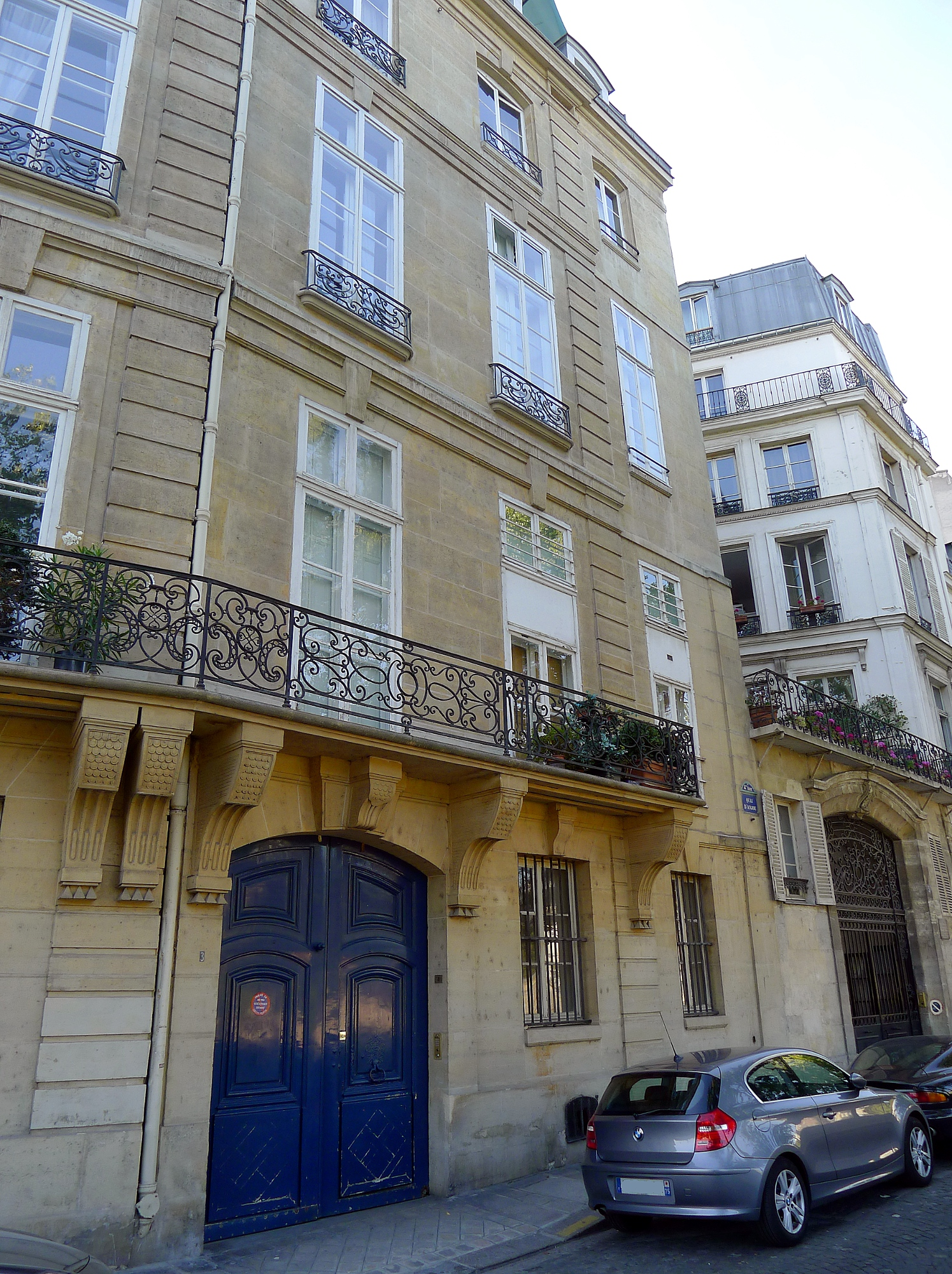
Quai d’Anjou Nr. 3

- Nr. 7: Chambre professionnelle des Artisans Boulangers Pâtissiers (de: Handelskammer der Bäcker und Konditor)

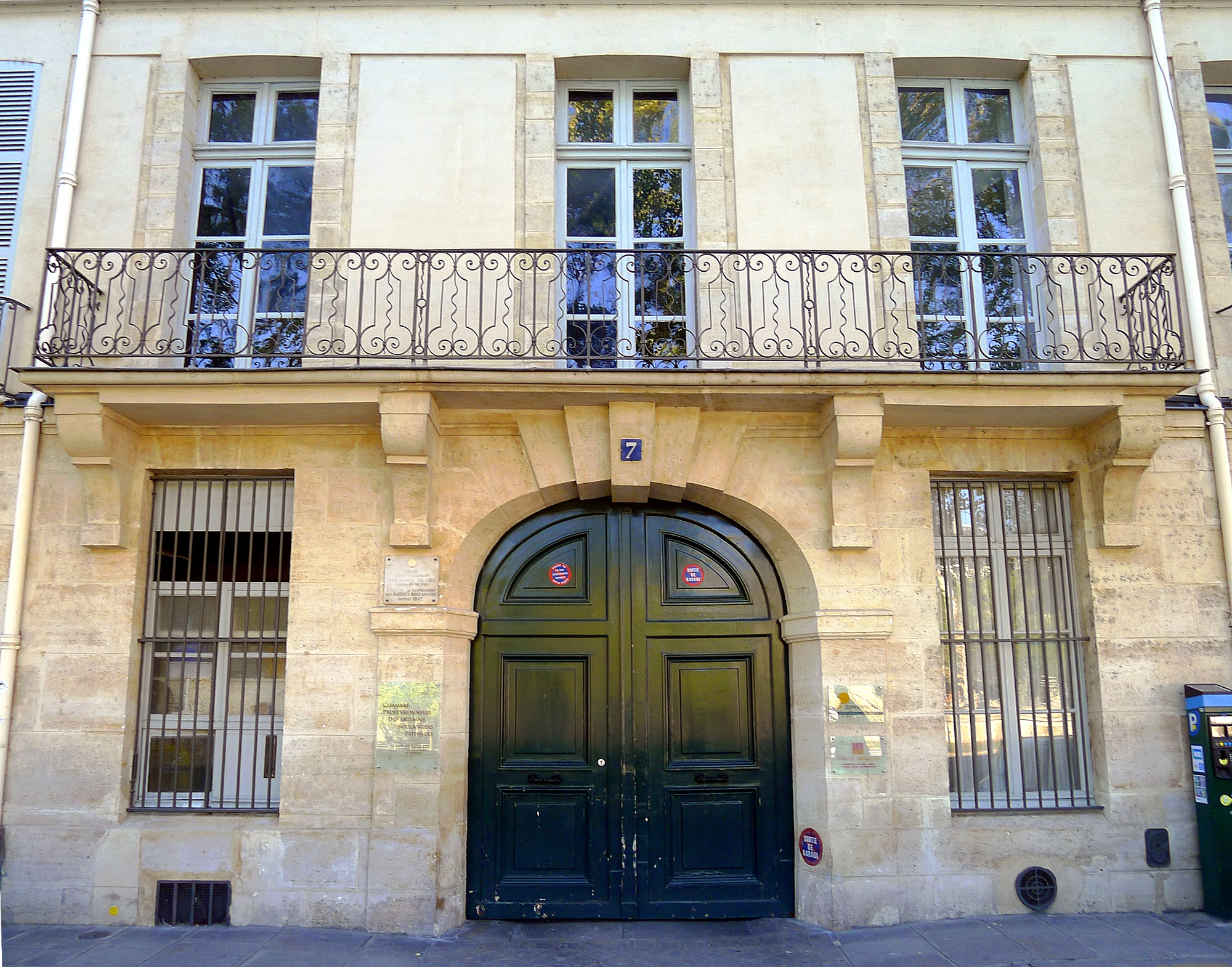
Haus Nr. 7

- Nr. 9: Honoré Daumier

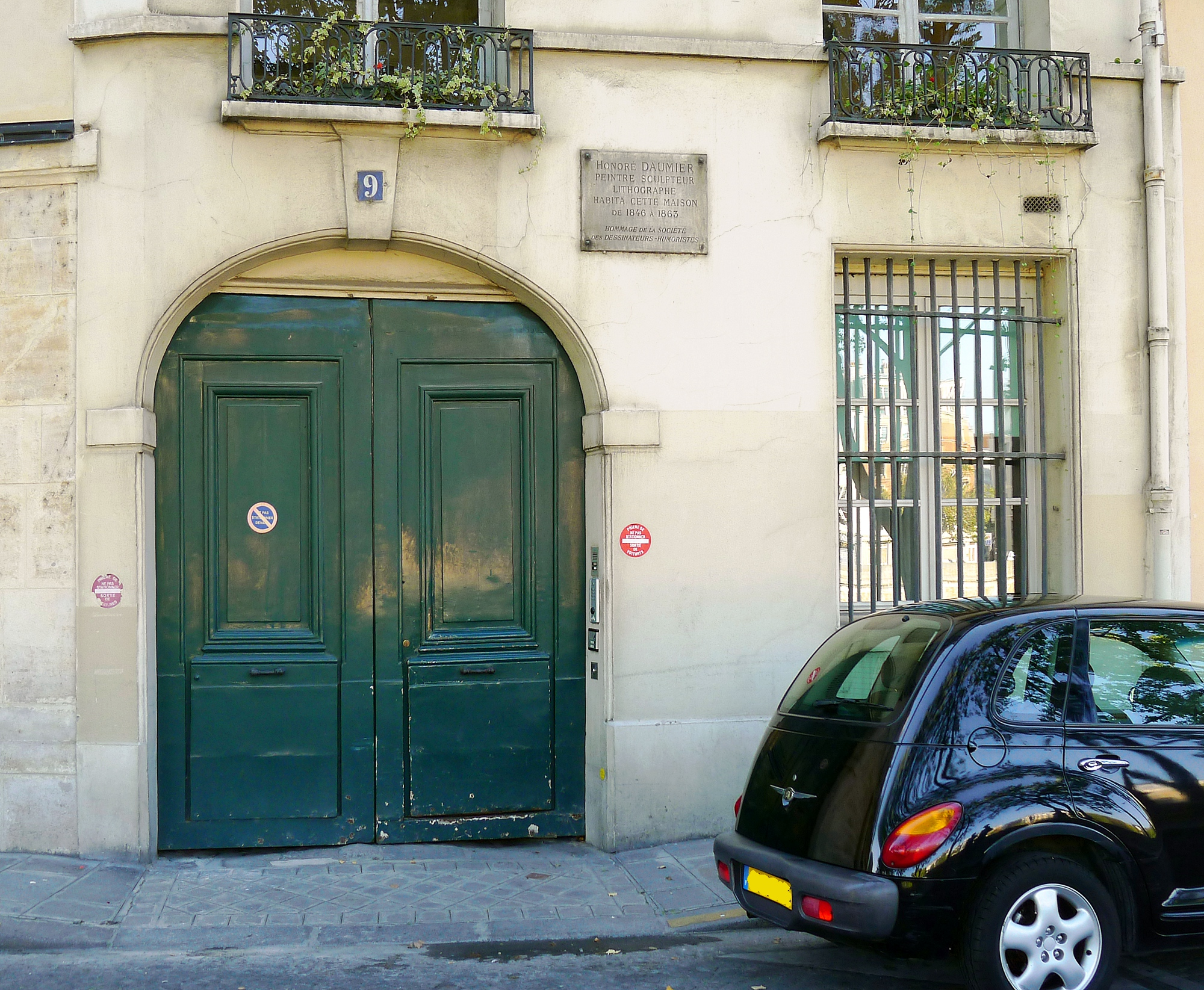
Haus Nr. 9
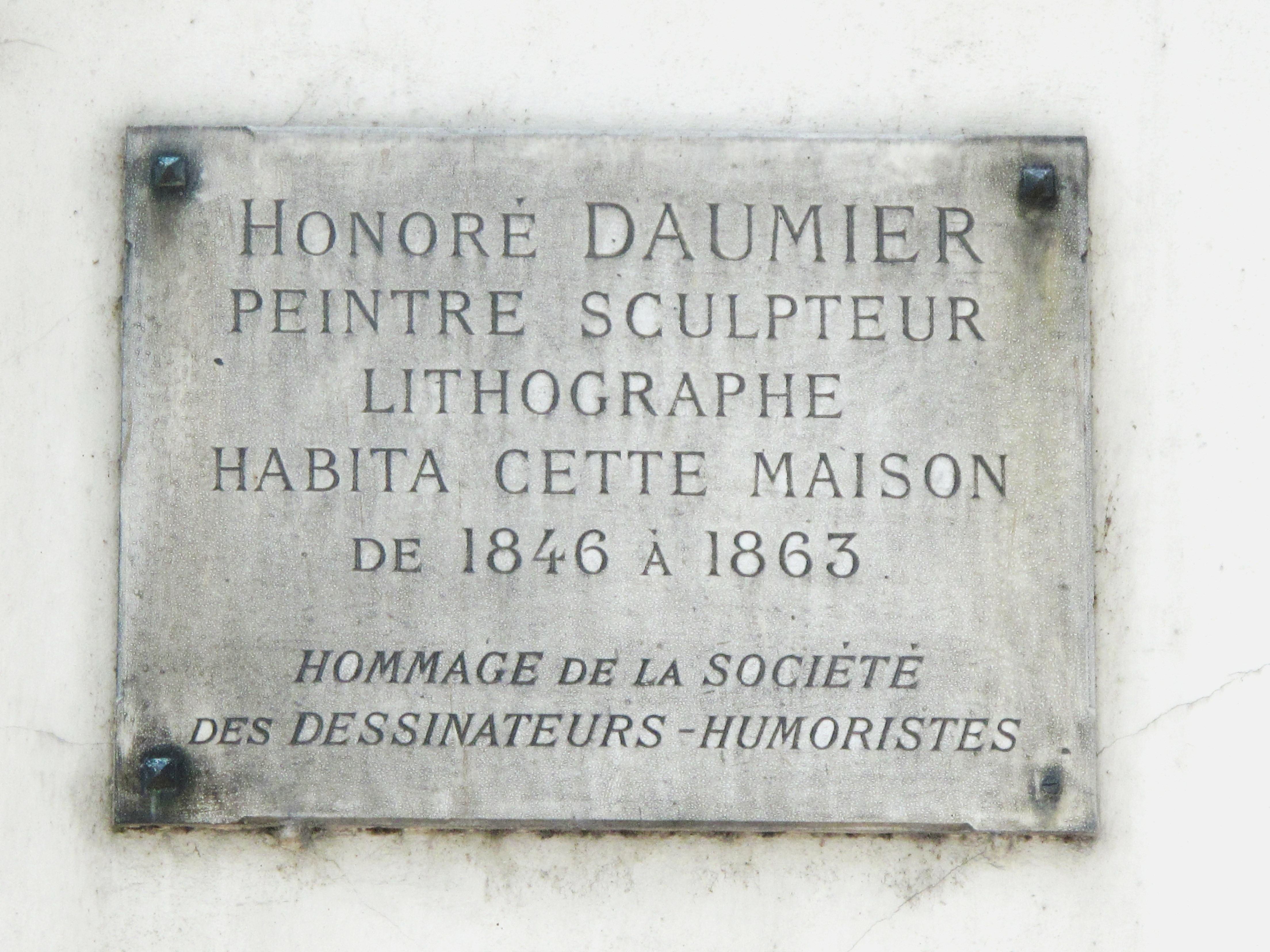
Gedenktafel

- Nr. 15: Hier wohnten Paul Cézanne, Charles Baudelaire und der Maler Jean Dries.
- Nr. 17: Hôtel de Lauzun
- Nr. 39: Théâtre de l'Île-Saint-Louis, das einzige auf einer Insel in Paris (Saal im italienischen Stil mit 60 Sitzplätzen).[3] In den Gebäuden befand sich einst eine Mädchenschule.

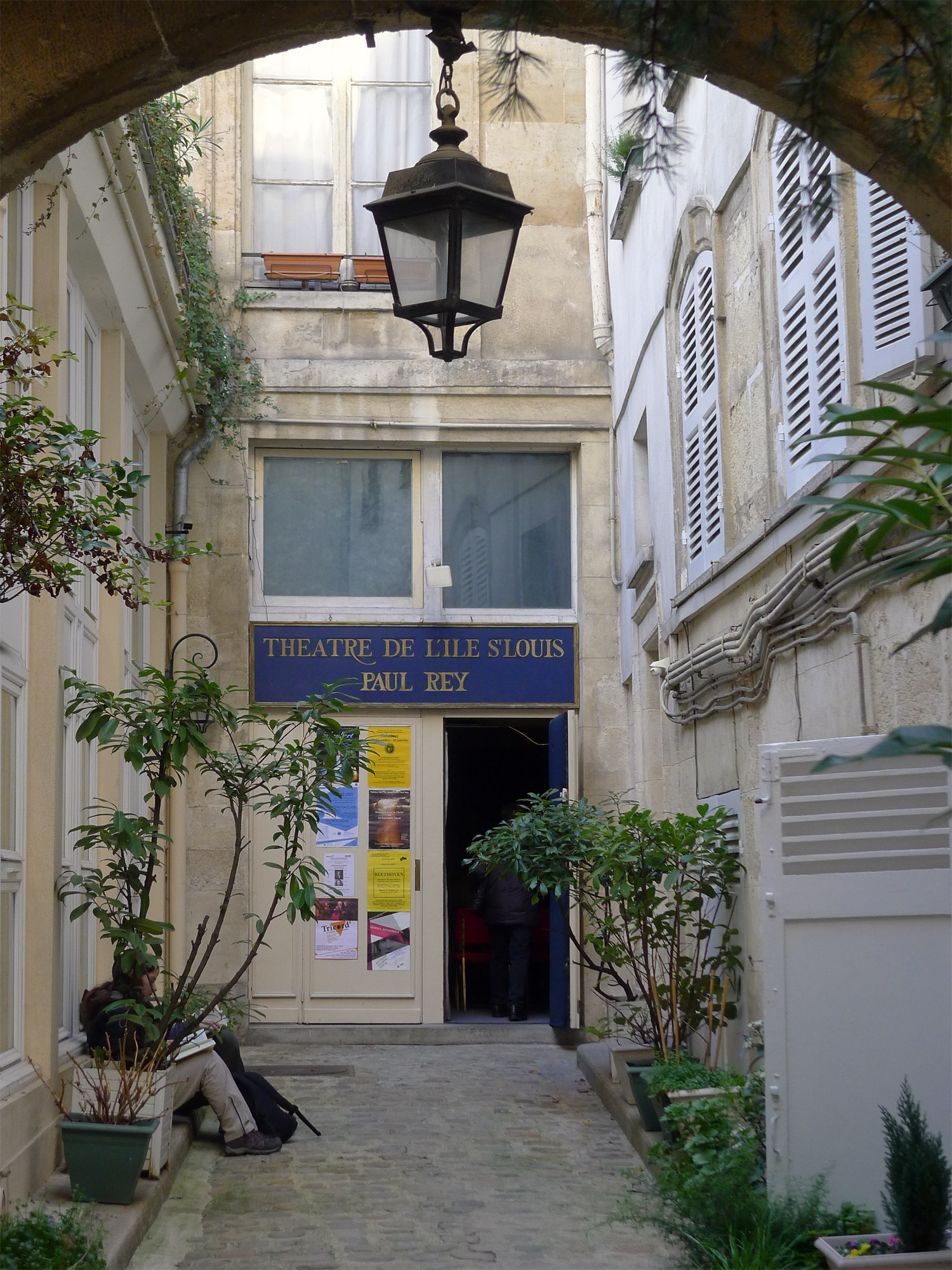
Eingang zum Theater